# Olivier Giraud
Pour les articles homonymes, voir Olivier Giraud (humoriste) et Giraud.
Olivier Giraud est un auteur français de bande dessinée né le 1er avril 1971 à Saint-Denis de La Réunion. Il est l'auteur, à compter de 2007, de deux séries parues aux éditions Orphie, À l'abri du volcan et Long Ben.

## Publications
- À l'abri du volcan.
  - Tome 1, Éditions Orphie, 2007 –  (ISBN 978-2-87763-376-5).
  - Tome 2, Éditions Orphie, 2008 –  (ISBN 978-2-87763-453-3).
  - Tome 3, à paraître.

- Long Ben, sur un scénario de Sabine Vergoz-Thirel.
  - Cap au sud, Éditions Orphie, 2009 –  (ISBN 978-2-87763-500-4).
  - Île Bourbon, Éditions Orphie, 2011 –  (ISBN 978-2-87763-653-7).